# Pinhal do Norte
Pinhal do Norte ist eine Gemeinde (Freguesia) im portugiesischen Kreis Carrazeda de Ansiães. In ihr leben 214 Einwohner (Stand 19. April 2021).